# Front arabe palestinien
Le Front arabe palestinien (arabe : الجبهة العربية الفلسطينية, al-jubhat al-arabiya al-filistiniya) est un parti politique palestinien nationaliste arabe. Le Front arabe palestinien (FAP) est membre de l'Organisation de libération de la Palestine. Le parti a été créé le 11 octobre 1968.

## Politique
Le FAP soutient le droit au retour des réfugiés palestiniens en accord avec la résolution 194 des Nations unies. Le parti soutient également la création d'un État palestinien indépendant dans les frontières de 1967, avec Jérusalem comme capitale, la libération des prisonniers palestiniens, la destruction du mur de séparation entre la Palestine et Israël, et l'évacuation des colonies israéliennes en Cisjordanie.
Le but à long terme du parti est l'unité arabe, l'intégration politique de tous les États arabes à la nation arabe. Il favorise le renforcement de la Ligue arabe et milite pour une coopération économique arabe et islamique accrue.
Le parti lutte contre toutes les formes de corruption, et milite pour la mise en place d'une véritable méritocratie dans les pays arabes. Par ailleurs, le FAP tente d'intégrer les femmes dans la politique palestinienne.

## Organisation
Le parti est dirigé par un comité central et par un bureau politique.
Le secrétaire général est Jameel Shihadeh (Abu Khaled) et le secrétaire du comité central est Salim al-Bardeni, ancien directeur de la police palestinienne. Le parti est membre des forces nationales et islamiques qui inclut des mouvements qui ne sont pas membres de l'OLP.

## Élections
Lors de l'élection présidentielle palestinienne de 2005, le parti a appelé à voter pour le candidat Mahmoud Abbas.
Le FAP a participé aux élections législatives de 2006 avec la liste Liberté et indépendance (الحرية والاستقلال). La liste était composée de dix candidatures (dont deux candidatures de femmes), huit en Cisjordanie et deux dans la bande de Gaza. La liste a été dirigée par Salim al-Bardeni. La liste a obtenu au total 4398 voix (0.44%), insuffisantes pour être représentée au parlement.